# Поверхневі рефлекси
Поверхне́ві рефле́кси — відносяться до безумовних рефлексів, що виникають при подразненні шкіри та слизових. Для провокування поверхневих рефлексів подразнюють поверхні тканин організму штрихом, уколом, доторком.
Виділяють наступні види поверхневих рефлексів:
- Корнеальний рефлекс — подразнюється рогівка.
- Глотковий рефлекс — подразнюється зів.
- Піднебінний рефлекс — подразнюється м'яке піднебіння.
- Черевні рефлекси — подразнюється шкіра живота.
- Кремастерний рефлекс — подразнюється внутрішня поверхня стегна.
- Підошвовий рефлекс — подразнюється зовнішній край підошви.
- Анальний рефлекс — подразнюється шкіра біля заднього проходу.